# Altonaer Boule Club Hamburg
Der Altonaer Boule Club Hamburg (kurz: ABC Hamburg) e. V. ist ein Boule- und Pétanquesport-Verein in Deutschland.

## Der Verein
Der Verein ist Ende der 1970er/Anfang der 1980er Jahre aus einem losen Zusammenschluss von Boule-Spielern in Hamburg entstanden und ist Mitglied im Deutschen Pétanque Verband. Im Jahr 1996 wurde aus der Spielgemeinschaft ein eingetragener Verein. In seiner Blüte hatte der Verein an die 100 Spieler sowie fünf Ligamannschaften. Aktuell (2024) hat der Verein drei Ligateams gemeldet, zwei treten in der obersten norddeutschen Spielklasse an.
Die Vereinsmitglieder treffen sich vor dem Altonaer Museum auf dem Platz der Republik in Hamburg-Altona zum Spiel, haben jedoch kein eigenes Vereinsgelände.
Mit den heute nicht mehr veranstalteten Altonaer Wasserspielen wurde ein deutschlandweit renommiertes Turnier ausgerichtet, das hauptsächlich auf dem Gelände des sogenannten Altonaer Balkon gespielt wurde.
1996 bis 1998 war der ABC drei Mal in Folge Deutscher Mannschaftsmeister, dazu 1995 Dritter und nochmals 2003 Vize-Meister. Der Aufstieg in die 2007 gegründete Pétanque-Bundesliga gelang dem Verein bisher nicht. Einige Spieler – wie Klaus Mohr – nahmen an Weltmeisterschaften teil und wurden in verschiedenen Disziplinen Deutsche Meister.